# 中国共产主义青年团黑龙江省委员会
中国共产主义青年团黑龙江省委员会，简称共青团黑龙江省委，是中国共产主义青年团在黑龙江省的地方组织机构，接受中国共产党黑龙江省委员会和中国共产主义青年团中央委员会的领导。主要负责青年工作。